# Club Bamin Real Potosí
El Club Bamin Real Potosí és un club de futbol, bolivià de la ciutat de Potosí.

## Història
El Real Potosí va ser fundat el 20 d'octubre de 1941. Disputa els seus partits a l'estadi Mario Mercado Vaca Guzmán. La seva millor actuació històrica ha estat el subcampionat bolivià dels dos torneigs dels 2006. Participà en la Copa Libertadores de 2009.

## Palmarès
- Campionat bolivià de futbol:[3]
  - 2007 (Apertura)
- Copa Simón Bolívar (segona divisió):[4]
  - 1997
- Torneo de Play-Off:
  - 2008, 2009